# Ратледж, Росс
Майкл Росс Ратледж (англ. Michael Ross Rutledge, 7 июля 1962, Ванкувер, Канада — 23 апреля 2004, Лэнгли, Канада) — канадский хоккеист (хоккей на траве), полевой игрок. Участник летних Олимпийских игр 1984 и 1988 годов, двукратный чемпион Панамериканских игр 1983 и 1987 годов, серебряный призёр Панамериканских игр 1991 года.

## Биография
Росс Ратледж родился 7 июля 1962 года в канадском городе Ванкувер.
Играл в хоккей на траве за «Фалконз».
В 1984 году вошёл в состав мужской сборной Канады по хоккею на траве на летних Олимпийских играх в Лос-Анджелесе, занявшей 10-е место. Играл в поле, провёл 7 матчей, забил 4 мяча (два в ворота сборной Кении, по одному — Нидерландам и Великобритании).
В 1988 году вошёл в состав мужской сборной Канады по хоккею на траве на летних Олимпийских играх в Сеуле, занявшей 11-е место. Играл в поле, провёл 7 матчей, забил 2 мяча (по одному в ворота сборных Индии и Кении).
Дважды выигрывал золотые медали хоккейных турниров Панамериканских игр — в 1983 году в Каракасе и в 1987 году в Индианаполисе. Кроме того, на его счету серебро в 1991 году в Гаване.
Умер 23 апреля 2004 года в канадском городе Лэнгли от рака.

## Память
В 2011 году именем Росса Ратледжа назвали хоккейное поле в Амблсайде, где проводит домашние матчи команда Западного Ванкувера.